# Francis Vanverberghe
Francis Vanverberghe (* 3. März 1946 in Marseille; † 27. September 2000 in Paris) war einer der letzten großen Mafia-Bosse aus dem Marseiller Halbwelt-Milieu. Möglicherweise bedingt durch die Herkunft seines Vaters aus der in Französisch-Flandern gelegenen Stadt Croix bzw. aufgrund seiner häufigeren Aufenthalte in Belgien war er auch unter dem Spitznamen le Belge (der Belgier) bekannt. 

## Biografie
Bereits mit 16 Jahren kam er wegen Autoeinbrüchen zum ersten Mal mit dem Gesetz in Konflikt. Seine erste Freiheitsstrafe verbüßte er 1965 wegen schwerer Zuhälterei, die zweite folgte 1967 wegen schwerer Körperverletzung gegen Polizeieinsatzkräfte. 1968 wurde er in die Schwerverbrecherdatei aufgenommen.
Am 31. März 1973 war Francis le Belge an einem Schusswechsel in der Marseiller Bar du Tanagra beteiligt, die in einem Blutbad mit vier Toten endete. Unter den Toten waren die beiden Brüder Zampa, mit denen Vanverberghe um die Vorherrschaft im Drogenhandel stritt. Zwar ging Der Belgier aus dieser Schießerei als Sieger hervor, wurde aber bereits im November desselben Jahres wegen Benutzung gefälschter Papiere und illegalen Waffenbesitzes zu einer dreijährigen Freiheitsstrafe verurteilt. 
Am 1. Juli 1977 wurde er wegen Heroinhandels erneut verurteilt. Die Haftstrafe betrug diesmal 12 Jahre; am 28. Juni 1984 wurde Vanderberghe jedoch vorzeitig entlassen.
1988 wurde er in Belgien inhaftiert, weil er abermals falsche Papiere benutzt hatte. Nachdem er die Strafe verbüßt hatte, wurde er an Frankreich ausgeliefert. Dort war ein weiteres Verfahren wegen Drogenhandels gegen ihn anhängig. Es folgte eine erneute Freiheitsstrafe, die erst im Dezember 1992 gegen Zahlung einer Kaution von 1,5 Millionen Francs endete. 
Im November 1993 wurde Anklage gegen ihn erhoben wegen bewaffneter Auseinandersetzungen mit einer anderen Bande. Auf deren Konto ging der Mord an seinem Bruder José im September 1989, zu einer Zeit, als Francis gerade in Haft saß. Im Dezember 1994 wurde er aus Mangel an Beweisen freigelassen. 
Wegen schwerer Zuhälterei verhaftete man ihn im März 2000 abermals. Nach zwei Monaten kam er gegen eine Kaution von 800.000 Francs frei. Inzwischen lebte „der Belgier“ bereits in Paris. Dort wurde er am 27. September 2000 von einem Auftragsmörder einer rivalisierenden Bande erschossen.